# Mazlina
Mazlina je naseljeno mjesto u općini Foči-Ustikolini, Federacija BiH, BiH. 
Godine 1962. pripojena su joj naselja Grebak i Smiječa (Sl.list NRBiH, br.47/62).

## Stanovništvo
| Narod     | Popis 1961. | Popis 1971. | Popis 1981. | Popis 1991. |
| --------- | ----------- | ----------- | ----------- | ----------- |
| Hrvati    |             |             |             |             |
| Muslimani | 176         | 417         | 299         | 159         |
| Srbi      | 3           | 11          |             | 6           |
| ostali    | 5           |             | 1           | 1           |
| Ukupno    | 184         | 428         | 300         | 166         |